# Parafia św. Katarzyny w Jastrzębiu-Zdroju
Parafia św. Katarzyny w Jastrzębiu Górnym – rzymskokatolicka parafia w dekanacie Jastrzębie Górne w archidiecezji katowickiej.

## Rys historyczny
Dzieje parafii św. Katarzyny w Jastrzębiu Górnym są nieodłącznie związane z historią Górnego Śląska. Jej powstanie datuje się na drugą połowę XIV wieku. Trudno jednoznacznie określić datę roczną, jednak już w 1376 roku w zapiskach notarialnych archidiakonatu opolskiego występuje wzmianka o parafii w osadzie Hermansdorf, utożsamianą z późniejszym Jastrzębiem. Następnym źródłem są akta procesu o dziesięcinę z klasztorem Dominikanek w Raciborzu. Jako świadkowie występują tam dwaj kolejni proboszczowie parafii św. Katarzyny: ks. Mikołaj i ks. Marcin.
Została wymieniona w spisie świętopietrza sporządzonym przez archidiakona opolskiego Mikołaja Wolffa w 1447 pośród innych parafii archiprezbiteratu (dekanatu) w Żorach pod nazwą Hermansdorff, zaś od XVI w. należała już do dekanatu wodzisławskiego.
Z powstaniem kościoła w Jastrzębiu związana jest legenda dotycząca szlachcica zaatakowanego przez dziki w czasie polowania. Szlachcic znajdując się w obliczu śmierci przyrzekł Bogu, że jeśli przeżyje, wybuduje na tym miejscu kościół. Po swoim ocaleniu, dotrzymał słowa.
W parafii istniał nie tylko kult św. Katarzyny, ale także Opatrzności Bożej. W 1764 roku w parafii powstało Bractwo Opatrzności Bożej, zrzeszające wielu parafian. W tym samym czasie papież Klemens XIII ustalił odpust Opatrzności Bożej na szóstą niedzielę po Zielonych Świątkach. Dało to początek długoletniej tradycji pielgrzymek z Żor i Rybnika na odpust. Po 9 latach swojej działalności bractwo ufundowało parafii obraz Opatrzności Bożej, który został umieszczony w prezbiterium.
Najstarsze wizytacje parafii z zachowanymi do dziś sporządzonymi protokołami nastąpiły w latach 1652, 1679 i 1688. Pierwszej dokonał archidiakon opolski Bartłomiej Reinhold 7 września 1652 roku, drugiej archiprezbiter namysłowski Wawrzyniec Joannsthon w 1679 roku zaś trzeciej archidiakon opolski ks. Marcin Teofil Stefecjusz w 1688 roku. Następna wizytacja nastąpiła w 1697. Kolejna miała już miejsce w XVIII wieku przeprowadzona przez biskupa sufragana wrocławskiego Eliasa Daniela Sommerfelda. Właścicielem wsi oraz kolatorem parafii był wówczas Gustaw Czammer. Wizytator odwiedził ją 26 sierpnia 1719 roku sporządzając dokładne notatki z wizyty. Zwraca uwagę na to, że kościół był bardzo zaniedbany i zniszczony, a na chórze brakowało mu organów. Dużo miejsca poświęcił na ocenę pracy ówczesnego proboszcza parafii, księdza Pawła Szypińskiego, który w parafii rezydował już 37 lat, mając w czasie wizytacji lat aż 74. W związku ze swoim podeszłym wiekiem, miał problemy ze sprawnym prowadzeniem parafii, dlatego też wizytator sprowadził do parafii nowo wyświęconego księdza Jerzego Filipka. W trakcie wizyty wybierzmowano 183 osoby, zaś sama parafia liczyła 600 wiernych. Znajdowała się ona wówczas w archiprezbiteracie (dekanacie) wodzisławskim.
26 czerwca 1811 roku spłonął drewniany kościół św. Katarzyny, który był co najmniej drugą świątynią w posiadaniu parafii w Jastrzębiu. Parafianie wybudowali tymczasowy, zastępczy kościół i jednocześnie rozpoczęli starania o budowę nowego murowanego już kościoła. 16 października 1825 roku odbyło się jego uroczyste poświęcenie. Został on wybudowany z fundacji Strachwitzów, ówczesnych właścicieli Jastrzębia. Proboszczem był wtedy ks. Karol Józef Equart.

## Czasy współczesne

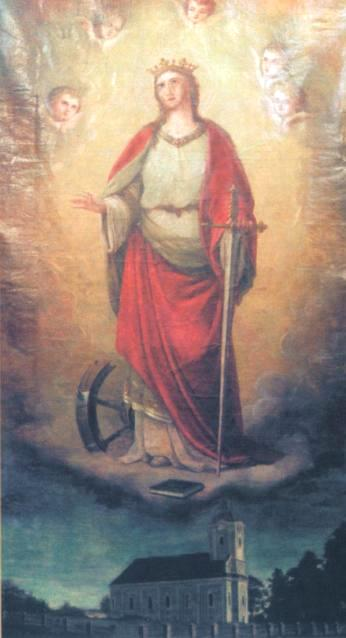
Obraz z kościoła, na nim świątynia pod stopami św. Katarzyny

Obecnie parafianie nadal korzystają z kościoła wybudowanego w roku 1825. Jest to świątynia wzniesiona w stylu barokowo-klasycystycznym. Wyraźnie widoczny jest jednak wpływ barokowej sztuki Moraw. Charakterystyczna jest trójprzęsłowa nawa, jedna wieża, prosty rzut i skromne detale architektoniczne. Obecny ołtarz, ambonę i sedilia zaprojektował plastyk Wiktor Ostrzołek.
Znamienne jest, że w roku 1976 parafia św. Katarzyny liczyła aż 75 tys. osób. Było to spowodowane ogromnym napływem ludności na tereny Jastrzębia, związanym z potrzebą dużej ilości pracowników do jastrzębskich kopalń.
Liczba parafian spadła jednak do 9300 na skutek erygowania nowych parafii w mieście. Parafie powstałe po podziale terytorialnym parafii św. Katarzyny:
- Najświętszego Serca Pana Jezusa
- NMP Matki Kościoła
- Miłosierdzia Bożego
- NMP Matki Sprawiedliwości i Miłości Społecznej

Odpust w parafii w Jastrzębiu Górnym obchodzi się: św. Katarzyny – niedziela przypadająca przed uroczystością Jezusa Chrystusa Króla Wszechświata oraz Opatrzności Bożej – szósta niedziela po uroczystości Zesłania Ducha Świętego.
Do parafii należy również kaplica śś. Ap. Piotra i Pawła, która została wybudowana w 1972 roku.
Od listopada 1991 roku w parafii ukazuje się gazetka parafialna pt. „Spes”. W parafii funkcjonuje ochronka, hospicjum, Katolicki Klub Trzeźwości i Katolickie Stowarzyszenie Młodzieży. We wrześniu 1999 roku rozpoczęła się budowa domu parafialnego, który po ukończeniu stał się miejscem spotkań formacyjnych grup parafialnych, a także hospicjum należącym do parafii
8 lipca 2012 roku Ksiądz Arcybiskup Wiktor Skworc, metropolita katowicki, ustanowił Kościół św. Katarzyny Aleksandryjskiej, Diecezjalnym Sanktuarium Opatrzności Bożej. Jest to 11 sanktuarium w Archidiecezji katowickiej.

## Proboszczowie
- ks. Mikołaj – od ok. 1380 do 1385 r.
- ks. Marcin – od ok. 1385 co najmniej do 1391 r.
- ks. Jakub Spandel – po 1627 do 1652 r.
- ks. Maciej Aleksy Osiecki – od 1652 do 1678 r.
- ks. Paweł Szipiński – od 1678 do 1726 r.
- ks. Jerzy Józef Filipek – od 1727 do 1733 r.
- ks. Józef Antoni Morkis – od 1734 do 1742 r.
- ks. Jerzy Czanibal – od 1742 do 1745 r.
- ks. Adam Śmietana – od 1745 do 1747/1748 r.
- ks. Jerzy Pinduk – od 1748 do 1781 r.
- ks. Georg von Wallhofen – od 1781 do 1794 r.
- ks. Jan Muriński – od 1794 do 1812 r.
- ks. Franciszek Fesser – od 1812 do 1823 r.
- ks. Karol Józef Eguart – od 1823 do 1832 r.
- ks. Ignacy Lodzik – od 1831 do 1852 r.
- ks. Walenty Ludwik Siekiera – od 1852 do 1890 r.
- ks. Gustav Vogel – od 1891 do 1894 r.
- ks. Henryk Weltike – od 1894 do 1905 r.
- ks. Wiktor Dyrbach – od 1906 do 1920 r.
- ks. Jan Sobczyk – od 1921 do 1925 r.
- ks. Franciszek Macherski – 1925 r. (administrator)[8]
- ks. Józef Czernik – od 1925 do 1932 r.
- ks. Franciszek Macherski – 1925 r. (administrator)[8]
- ks. Augustyn Machalica – od 1932 do 1940 r.
- ks. dziekan Józef Okręt – od 1940 do 1945 r.
- ks. Augustyn Machalica – od 1945 do 1959 r.
- ks. Antoni Pitas – od 1959 do 1971 r.
- ks. Czesław Podleski – od 1971 do 1974 r.
- ks. Bernard Czernecki – od 1974 do 1979 r.
- ks. Emil Dyrda – od 1979 do 1986 r.
- ks. Wacław Basiak – od 1986 do 2012 r.
- ks. Stefan Wyleżałek – od 2012 r.